# Эль-Багре
Эль-Багре (исп. El Bagre) — город и муниципалитет на севере Колумбии, на территории департамента Антьокия. Входит в состав субрегиона Байо-Каука.

## История
Поселение из которого позднее вырос город было основано 1 января 1675 года. Муниципалитет Эль-Багре был выделен в отдельную административную единицу в 1979 году.

## Географическое положение

Муниципалитет Эль-Багре

Город расположен на севере департамента, на правом берегу реки Нечи, вблизи места впадения в неё реки Тигуи, на расстоянии приблизительно 165 километров к северо-востоку от Медельина, административного центра департамента. Абсолютная высота — 57 метров над уровнем моря.

Муниципалитет Эль-Багре граничит на севере с муниципалитетом Нечи, на западе — с муниципалитетами Нечи, Каукасия и Сарагоса, на юге — с муниципалитетом Сеговия, на востоке — с территорией департамента Боливар. Площадь муниципалитета составляет 1563 км².

## Население
По данным Национального административного департамента статистики Колумбии, совокупная численность населения города и муниципалитета в 2012 году составляла 48 568 человек.
Динамика численности населения муниципалитета по годам:
| 2005   | 2006   | 2007   | 2008   | 2009   | 2010   | 2011   | 2012   |
| ------ | ------ | ------ | ------ | ------ | ------ | ------ | ------ |
| 46 020 | 46 375 | 46 769 | 47 150 | 47 514 | 47 875 | 48 211 | 48 568 |

Согласно данным переписи 2005 года мужчины составляли 50,8 % от населения Эль-Багре, женщины — соответственно 49,2 %. В расовом отношении белые и метисы составляли 77,3 % от населения города; негры, мулаты и райсальцы — 20,7 %, индейцы — 2 %.
Уровень грамотности среди всего населения составлял 80,6 %.

## Экономика
Основу экономики Эль-Багре составляют золотодобыча, сельскохозяйственное производство, агролесоводство, аквакультура и пчеловодство.

61 % от общего числа городских и муниципальных предприятий составляют предприятия торговой сферы, 33,1 % — предприятия сферы обслуживания, 5,4 % — промышленные предприятия, 0,5 % — предприятия иных отраслей экономики.